# Křížová cesta (Bezděz)
Křížová cesta v Bezdězu na Českolipsku vede z obce na stejnojmenný hrad na vrcholu kopce. Výklenkové kaple jsou umístěné podél přístupové cesty.

## Historie
Patnáct výklenkových kapliček křížové cesty postavených od úpatí po samý vrchol hory dala postavit hraběnka Anna z Valdštejna roku 1686. Kaple byly vyzdobeny nejprve malbami a později dřevořezbami s výjevy ukřižování Krista.
První mniši přišli na hrad Bezděz roku 1661. Opravili kapli, královský a purkrabský palác. Roku 1666 sem přivezli kopii černé Madony Montserratské, která byla vyhlašována za zázračnou. Za Madonou sem přicházeli desetitisíce poutníků a hrad se stal poutním místem.
Dřevořezby jsou umístěny v ambitu muzea v České Lípě.

## Jednotlivá zastavení
|       | Fotografie | Zastavení     | Zeměpisné souřadnice                                          | Číslo kulturní památky                      |
| ----- | ---------- | ------------- | ------------------------------------------------------------- | ------------------------------------------- |
| I.    |            | 1. zastavení  | na přístupové cestě ke hradu 50°32′17″ s. š., 14°43′16″ v. d. | 11771/5-2821 (Pk•MIS•Sez•Obr•WD) (Q1186381) |
| II.   |            | 2. zastavení  | na přístupové cestě ke hradu 50°32′17″ s. š., 14°43′15″ v. d. | 11771/5-2821 (Pk•MIS•Sez•Obr•WD) (Q1186381) |
| III.  |            | 3. zastavení  | na přístupové cestě ke hradu 50°32′18″ s. š., 14°43′15″ v. d. | 11771/5-2821 (Pk•MIS•Sez•Obr•WD) (Q1186381) |
| IV.   |            | 4. zastavení  | na přístupové cestě ke hradu 50°32′18″ s. š., 14°43′14″ v. d. | 11771/5-2821 (Pk•MIS•Sez•Obr•WD) (Q1186381) |
| V.    |            | 5. zastavení  | na přístupové cestě ke hradu 50°32′17″ s. š., 14°43′13″ v. d. | 11771/5-2821 (Pk•MIS•Sez•Obr•WD) (Q1186381) |
| VI.   |            | 6. zastavení  | na přístupové cestě ke hradu 50°32′17″ s. š., 14°43′12″ v. d. | 11771/5-2821 (Pk•MIS•Sez•Obr•WD) (Q1186381) |
| VII.  |            | 7. zastavení  | na přístupové cestě ke hradu 50°32′17″ s. š., 14°43′11″ v. d. | 11771/5-2821 (Pk•MIS•Sez•Obr•WD) (Q1186381) |
| VIII. |            | 8. zastavení  | na přístupové cestě ke hradu 50°32′17″ s. š., 14°43′10″ v. d. | 11771/5-2821 (Pk•MIS•Sez•Obr•WD) (Q1186381) |
| IX.   |            | 9. zastavení  | na přístupové cestě ke hradu 50°32′18″ s. š., 14°43′9″ v. d.  | 11771/5-2821 (Pk•MIS•Sez•Obr•WD) (Q1186381) |
| X.    |            | 10. zastavení | na přístupové cestě ke hradu 50°32′18″ s. š., 14°43′8″ v. d.  | 11771/5-2821 (Pk•MIS•Sez•Obr•WD) (Q1186381) |
| XI.   |            | 11. zastavení | na přístupové cestě ke hradu 50°32′19″ s. š., 14°43′7″ v. d.  | 11771/5-2821 (Pk•MIS•Sez•Obr•WD) (Q1186381) |
| XII.  |            | 12. zastavení | na přístupové cestě ke hradu 50°32′20″ s. š., 14°43′8″ v. d.  | 11771/5-2821 (Pk•MIS•Sez•Obr•WD) (Q1186381) |
| XIII. |            | 13. zastavení | na přístupové cestě ke hradu 50°32′21″ s. š., 14°43′9″ v. d.  | 11771/5-2821 (Pk•MIS•Sez•Obr•WD) (Q1186381) |
| XIV.  |            | 14. zastavení | na přístupové cestě ke hradu 50°32′21″ s. š., 14°43′11″ v. d. | 11771/5-2821 (Pk•MIS•Sez•Obr•WD) (Q1186381) |
| XV.   |            | 15. zastavení | na přístupové cestě ke hradu 50°32′22″ s. š., 14°43′13″ v. d. | 11771/5-2821 (Pk•MIS•Sez•Obr•WD) (Q1186381) |